# Oxygyne shinzatoi
Oxygyne shinzatoi là một loài thực vật có hoa trong họ Burmanniaceae. Loài này được (Hatus.) C.Abe & Akasawa mô tả khoa học đầu tiên năm 1989.